# Debrah Scarlett
Joanna Deborah Bussinger, connue comme Debrah Scarlett, née à Bâle en Suisse le 20 juillet 1993, est une chanteuse suisso-norvégienne, d'origine suisse.
Le 14 mars 2015, elle remporte la finale nationale "Melodi Grand Prix" et est choisie en duo avec le chanteur Mørland pour représenter la Norvège au Concours Eurovision de la chanson 2015 à Vienne, en Autriche avec la chanson A Monster Like Me (Un monstre comme moi).
Ils participent à la seconde demi-finale, le 21 mai 2015.